# MTB 102 (schip, 1937)

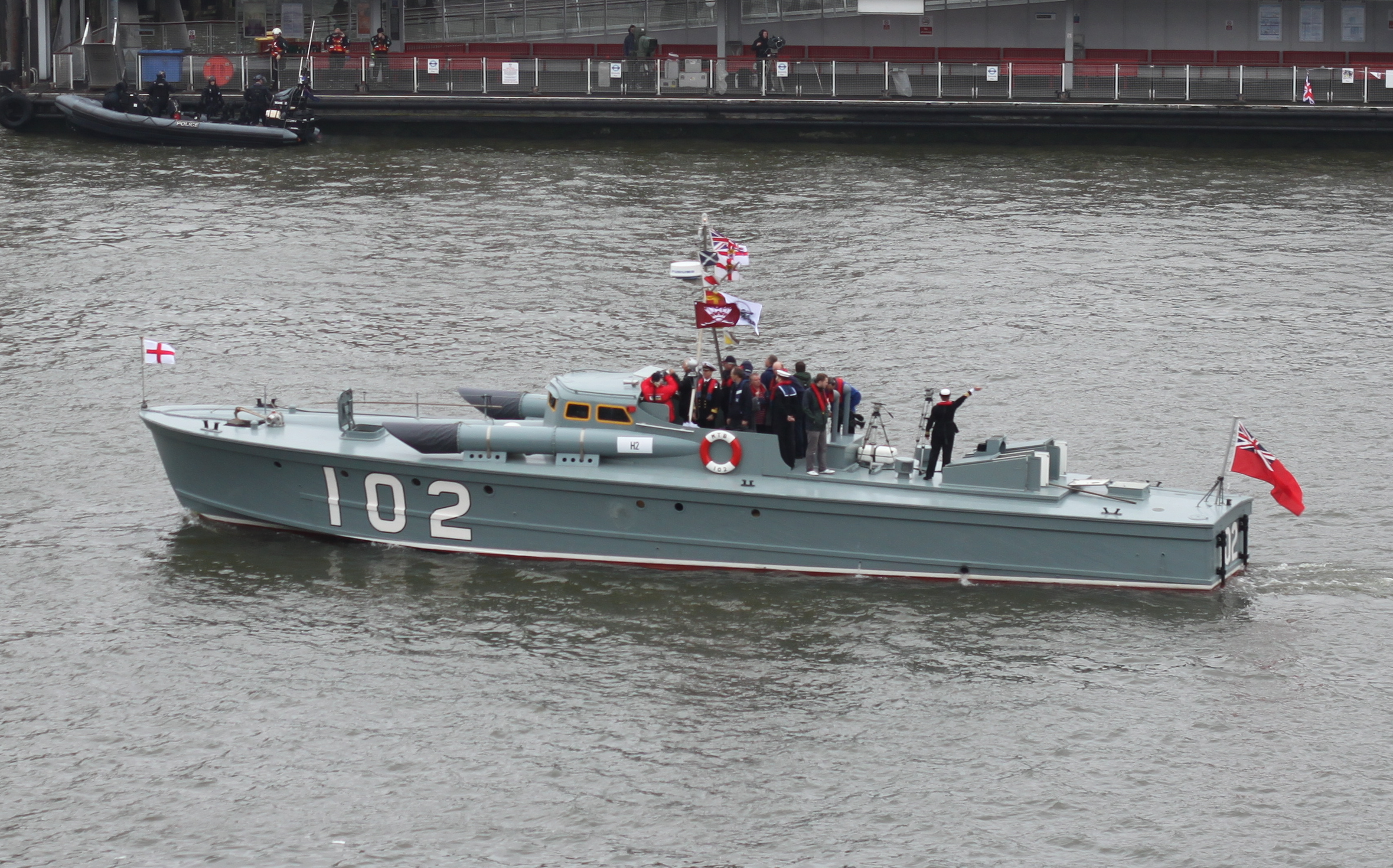
MTB 102 tijdens diamanten jubileum van Koningin Elizabeth II

De MTB 102 is een motortorpedoboot van de Britse marine die tijdens de Tweede Wereldoorlog dienst heeft gedaan. Het werd gebouwd door Vosper & Company en diende als een prototype. De boot werd overgenomen door de marine. Tijdens de oorlog heeft het zelfs tijdelijk dienstgedaan als vlaggenschip. De MTB 102 is behouden en vaart nog steeds als museumboot.
De boot was een ontwerp van Peter du Cane die werkzaam was bij de scheepswerf van Vosper & Company in Portsmouth. In 1937 werd de boot tewatergelaten en gekocht door de Britse marine. Ze kreeg de aanduiding MTB 102, waarbij het nummer 100 of hoger aangaf dat het een prototype betrof. Er werd geëxperimenteerd met diverse wapens maar uiteindelijk kwamen er alleen twee torpodobuizen. Het was destijds het snelste vaartuig van de marine met een topsnelheid van 48 knopen. De hoge snelheid kwam door drie Isotta Fraschini benzinemotoren met een cilinderinhoud van elk 57 liter. Elke motor had een vermogen van 1100 pk.
Tijdens de Tweede Wereldoorlog was de MTB 102 actief in Het Kanaal. Ze speelde een belangrijke rol tijdens de evacuatie van Britse en Franse troepen uit Duinkerke tijdens Operatie Dynamo. In mei en juni 1940 voer ze achtmaal tussen de Britse en Franse kust en was gedurende twee dagen het vlaggenschip van Rear Admiral Wake-Walker. In 1944 kwamen Winston Churchill en generaal Eisenhower aan boord voor een vlootschouw voor Operatie Overlord.
Na de afloop van de oorlog werd de MTB 102 verkocht en kwam in particuliere handen. In april 1966 werd ze gekocht, in slechte staat, door Derek Brown die de boot heeft opgeknapt. In 1973 kwam ze in handen van een scouting groep en bleef hier tot 1995. In 1995 kwam ze in handen van een speciale stichting, de MTB102 Trust. Door een gebrek aan onderdelen zijn de originele motoren vervangen door twee dieselmotoren van Cummins.